# Sven Almqvist (industriman)
Sven Alexander Almqvist, född 12 december 1840 i Brännkyrka, död 3 februari 1931 i Göteborg, var en svensk skeppsbyggare, som tillsammans med Ludvig Nobel designade och byggde världens första oljetanker.

## Biografi
Almqvist var konstruktör och blev 1869 chef för ritkontoret vid Lindholmens mekaniska verkstad 1869. Han blev därefter teknisk chef vid Motala bolags verkstäder 1877–1892, och från 1892 direktör för Lindholmens verkstads a-b, och 1906–1910 chef för Göteborgs nya verkstads a-b (Götaverken). Almqvist var även ordförande i styrelsen och kassadirektör för Götaverken 1910–1917.
Almqvist kom att betyda mycket för den svenska varvs- och verkstadsindustrins utveckling. Under hans ledning byggdes ett flertal av svenska flottans stora fartyg, bland annat HMS Blenda, HMS Svea, HMS Göta, HMS Niord, HMS Dristigheten, HMS Äran och (delvis) HMS Oscar II.  
1878 byggdes under Almqvist's ledning Zoroaster, världens första oljetanker, för att frakta olja från Baku. Fartyget var designat av Ludvig Nobel och Sven Almqvist. Almqvist var även ledamot av Östergötlands läns landsting 1881–1888. 

## Utmärkelser
- Kommendör av första klassen av Vasaorden, 6 juni 1905.[2]
- Riddare av Nordstjärneorden, 1887.[3]
- Kommendör av andra graden av Danska Dannebrogorden, 12 december 1901.[4]
- Riddare av tredje klassen av Ryska Sankt Annas orden, senast 1915.[5]
- Riddare av fjärde klassen av Venezuelas Bolivarorden, senast 1915.[5]